# I Wanna Be Adored
I Wanna Be Adored è un brano del gruppo musicale britannico Stone Roses, pubblicato come terzo singolo del loro omonimo album di debutto.
Il singolo è stato pubblicato nel Regno Unito, negli Stati Uniti d'America, in Germania, Giappone e Canada. L'edizione statunitense è stata pubblicata contemporaneamente a Fools Gold nel 1989 e si è posizionata alla 18ª posizione della classifica Billboard Modern Rock del 1990.

## Composizione
Il brano, composto da Ian Brown e John Squire, è introdotto da un collage atmosferico di feedback acustici. Il primo strumento a inserirsi è il basso, la cui linea è udibile a partire dal minuto 0:40. È seguito da due chitarre, una delle quali suona un riff sulla scala pentatonica. I colpi di grancassa cominciano al minuto 1:13, mentre la voce di Ian Brown da inizio alla melodia principale al minuto 1:30.
Il brano è eseguito in chiave di Sol ed è costituito da due sezioni: una da quattro battute di accordi Sol-Re-Sol-Mim in progressione, seguita da un bridge che cambia dal Re al Do ripetutamente. Caratteristica del testo è il suo minimalismo: le poche frasi «I don't need to sell my soul/He's already in me» («Non ho bisogno di vendere la mia anima/È già dentro di me») e il titolo del brano sono ripetute per tutta la durata della canzone.

## Tracce
7": [Silvertone ORE 31]
1. "I Wanna Be Adored" (7" version) – 3:28
2. "Where Angels Play" – 4:15

12": [Silvertone ORE 31]
1. "I Wanna Be Adored" (12" version) – 4:52
2. "Where Angels Play" – 4:15
3. "Sally Cinnamon" (Live at the Hacienda) – 3:52

CD: [Silvertone ORE CD 31]
1. "I Wanna Be Adored" (7" version) – 3:28
2. "Where Angels Play" – 4:15
3. "I Wanna Be Adored" (12" version) – 4:53
4. "Sally Cinnamon" (Live at the Hacienda) – 3:52

## Accoglienza
Nel 2006 I Wanna Be Adored ha raggiunto il 32º posto nella classifica 100 greatest songs of all time redatta dalla rivista musicale Q, mentre nel maggio del 2007 ha raggounto la 17ª posizione nella classifica 50 Greatest Indie Anthems Ever redatta dal New Musical Express. La canzone si è inoltre posizionata come seconda nella classifica Indie 500 del canale musicale VH2.
Dal 2004 Ian Brown ha in seguito eseguito dal vivo la B-side Where Angels Play ed una nuova versione venne inclusa nel singolo solista Time Is My Everything come B-side.
Gli Oasis hanno citato gli Stone Roses nel brano Magic Pie tratto da Be Here Now del 1997: «They are sleeping while they dream/And they just wanna be adored.»
I Wanna be Adored fa parte della colonna sonora del film del 1997 Benvenuti a Sarajevo (Welcome to Sarajevo) diretto da Michael Winterbottom.

## Video
Il videoclip promozionale, diffuso a partire dal settembre del 1991, è stato girato contemporaneamente a quello di Fools Gold per la pubblicazione negli USA nel 1989, pertanto entrambi condividono lo stesso scenario, le stesse atmosfere ed effetti visivi.

## Reinterpretazioni
- Teron Beal – Liquor Store (2010)
- Year of the Rabbit – Hunted EP (2003)
- Tangerine – Songs for the Now and Others Forever (2004)
- Axton Kincaid – Songs from the Pine Room (2007)
- Lana Mir – Goodbye Girl EP (2010)
- Monsters Are Waiting – Ones And Zeros EP (2008)
- The Raveonettes – in Dr. Martens 50th anniversary (2010)[8]

## Formazione
- Ian Brown - voce
- John Squire - chitarra
- Mani - basso
- Reni - batteria, cori